# منترده
منترده (به اسپانیایی: Monterde) یک دهستان در اسپانیا است که در استان ساراگوسا واقع شده‌است. منترده ۵۶ کیلومتر مربع مساحت و ۲۳۱ نفر جمعیت دارد.